# Villanueva de Pontedo
Villanueva de Pontedo es una localidad española perteneciente al municipio de Cármenes, en la provincia de León, comunidad autónoma de Castilla y León.

## Toponimia
En los primeros textos escritos en los que encontramos esta localidad es en el Documento N.º 777 de la Colección Documental de la Catedral de León de 1457. En ella se nombra a uno de sus vecinos como rector:

Fernando García, rector de Villanueva de Pontedo y Pedro Fernández, rector de Genicera, venden a Pedro Carreño, hijo de Pedro Rodríguez de Carreño, contador de Diego Fernández de Quiñones, todos los vasallos, fueros, derechos, suelo y casas que poseen en Garrafe y que pertenecieron a Pedro Suárez de Canseco, de quien ambos son testamentarios, por cinco mil maravedís, que declararon haber recibido:

Sepan quantos esta carta de vençión vieren cómmo yo, Ferrnand García, clérigo, retor / de Villa Nueua de sobre Pontedo así como testamentario que soy e fyu / e fynqué de Pero Suárez de Canseco, que Dios aya, e yo, Pero Ferrández, clérigo, re / torde santo Tomás de Gimzera, en nonbre e por el poder que he e tengo de / Vrraca Ferrández, muger que fue e fyncó del dicho Pero Suárez de Canseco, otroga / mos e connosçemos por esta carta que vendemos a vos, Pedro de Carreño, fiio de / Pero Rodríguez de Carreño, contador del señor Diego Ferrández de Quinnones, que / presente estades, todos los vasallos e fueros e derchos e padronad / go e suelos e casas e prados e terras labradas e por labrar, montes [...]

Ante Juan Fernández de Gozón, escribano real y notario público en Laguna [de Negrillos].

Testigos: Lope Castañón.- Fernado Álvarez de Argüello, notario.- Diego de Carreño.- Ordoño de Carreño, escuderos, de Diego Fernández de Quiñones.
Colección Docuental de la Catedral de León. Nº 777. Orig. Perg., 4 ff de 165×235 mm.; escr. cortesana. Año 1457, marzo, 13. Laguna (de Negrillos).

## Geografía

### Ubicación
Villanueva de Pontedo se encuentra en el llamado Valle de la Cambería; valle que aglomera los pueblos de Villanueva de Pontedo, Campo, Piornedo y Piedrafita; todos estos dentro de la reserva de la biosfera de Los Argüellos.
| Noroeste: Campo             | Norte: Campo  | Noreste: Campo   |
| Oeste: Millaró de la Tercia |               | Este: Canseco    |
| Suroeste Cármenes           | Sur: Cármenes | Sureste: Pontedo |

## Demografía
Evolución de la población
| Gráfica de evolución demográfica de Villanueva de Pontedo entre 2000 y 2024 |
|                                                                             |
| Población de derecho (2000-2023) según el padrón municipal del INE          |

## Patrimonio

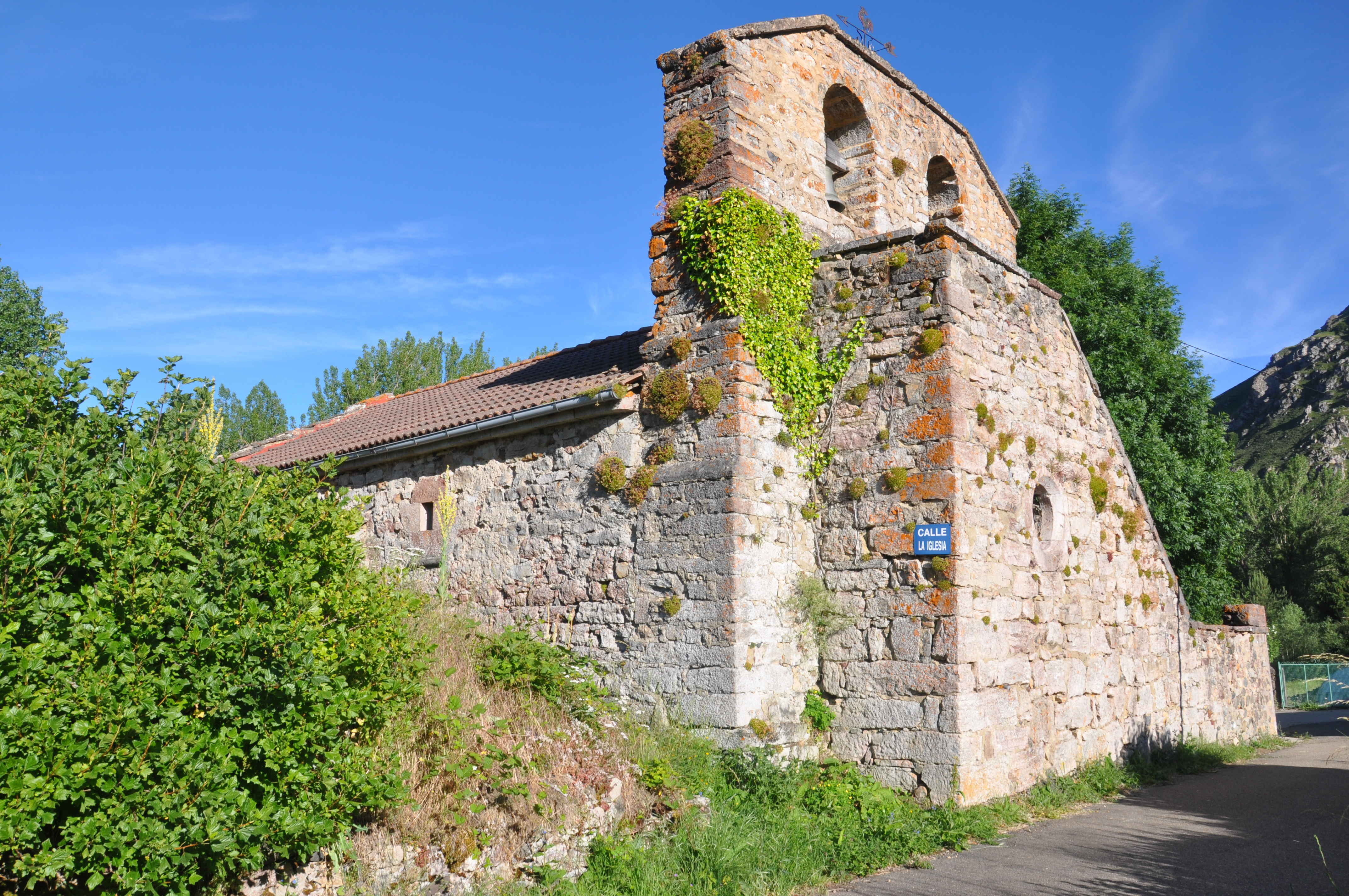
Iglesia de San Andrés de Villanueva de Pontedo

Puente sobre el río Torio de origen clasicista, restaurado en el siglo XIX y que permanece en uso.

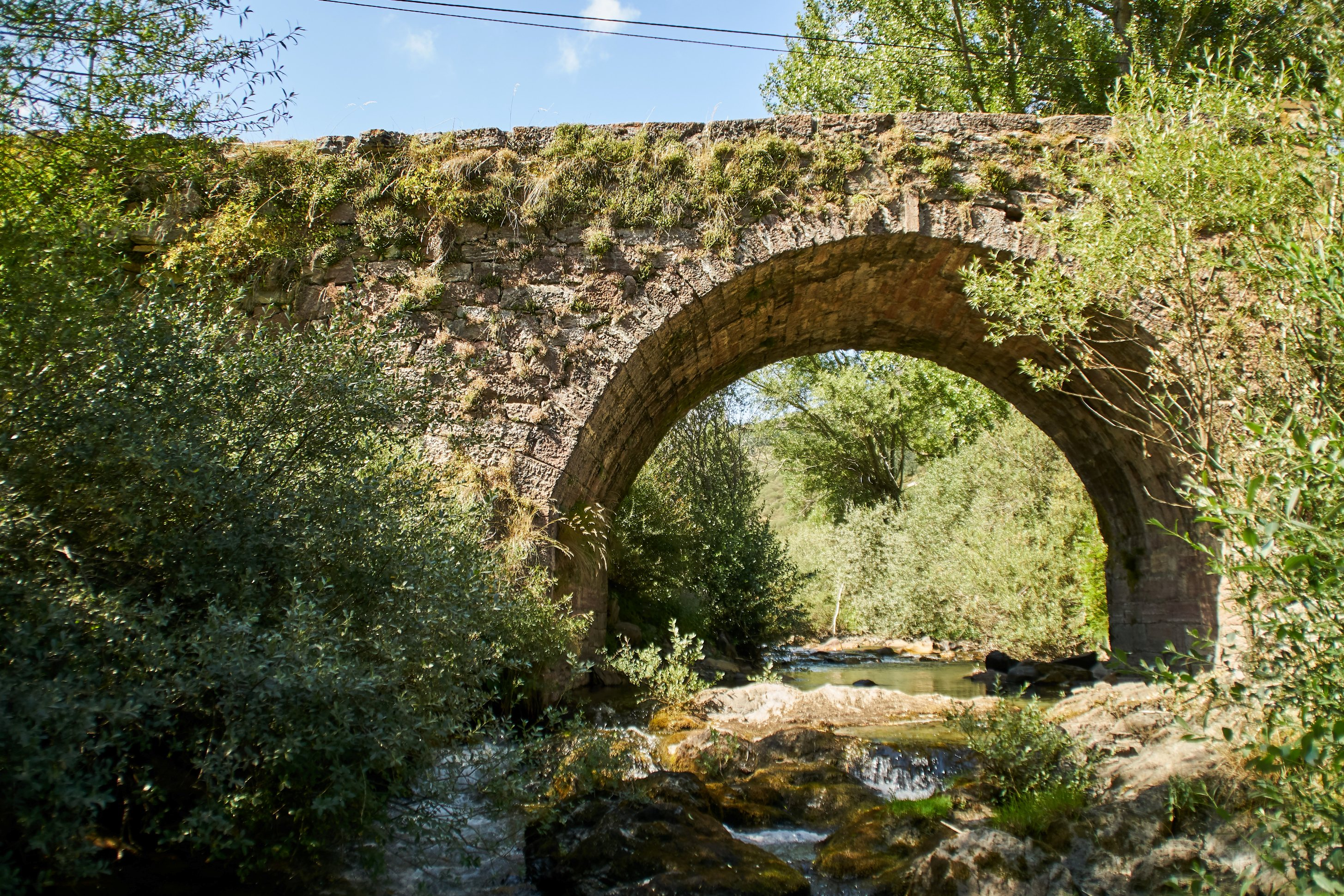
Puente sobre el río Torio